# Audi A8
Audi A8 er en luksusbil fra Audi og efterfølgeren for Audi V8. En stor del af teknikken bruges også i Volkswagen Phaeton.

## Modelhistorie
Audis indtræden i luksusklassen var i 1979 med Audi 200 (type 43), som var baseret på Audi 100 C2. I 1983 kom en luksusudgave af Audi 100 C3, Audi 200 af type 44. I 1988 kom med Audi V8 den første, selvstændige luksusmodel på markedet. Også denne var − trods en teknisk enestående nykonstruktion − en aflægger af Audi 100. De dermed forbundne konstruktive kendetegn var bl.a. kabinepladsen og komforten, som stadigvæk ikke kunne måle sig med konkurrenterne i luksusklassen.
Først i midten af 1994 introducerede Audi med A8 en modelserie i luksusklassen. For at kunne måle sig med Mercedes-Benz S-klassen og BMW 7-serien, fandtes A8 med nogle tekniske detaljer, som konkurrenterne endnu ikke tilbød. Dertil hørte firehjulstrækket "quattro" og verdens første aluminiumskarrosseri i en serieproduceret bil i luksusklassen.
Basismotoren i A8 var en 2,8-liters V6-benzinmotor. I den anden ende af motorprogrammet lå en W12-motor. De fleste købere bestilte den 4,2-liters V8-motor, som også danner basis for sportsmodellen Audi S8. Den første A8 med dieselmotor (2,5 TDI) viste sig med sin effekt på 110 kW (150 hk) at være undermotoriseret[kilde mangler] og blev derfor fra modelåret 2000 afløst af en version med 132 kW (180 hk). Samme år introduceredes den første 8-cylindrede dieselmotor som ny trendsætter for det længe vedholdende boom for store dieselmotorer i luksusklassen.
Efter 8 års byggetid blev første generation, internt benævnt D2 i november 2002 (modelår 2003) afløst af D3. En del af nyudviklingen bestod i at bibeholde de stærke sider og samtidig mindske komfortsvaghederne i A8. I 2008 lå A8 i luksusklassen med 4.446 indregistrerede biler på en 2. plads i den tyske registreringsstatistik, efter Mercedes-Benz S-klassen (8.077 enheder) og foran BMW 7-serien med 4.226 enheder.
Motorprogrammet blev også modificeret, så den mindste 2,8-litersmotor nu havde 154 kW (210 hk) og V8-motoren på 4,2 liter 257 kW (350 hk). W12-motoren på 6,0 liter fortsatte uændret, og derudover kom der en ny V10-motor med 331 kW (450 hk), som var forbeholdt S8. De fleste A8-købere valgte dog dieselmodellerne: I 2006 introduceredes 4,2 TDI med 240 kW (326 hk), som dengang var verdens stærkeste dieselmotor i en serieproduceret limousine.[kilde mangler]
På Geneve Motor Show i 2010 viste Audi tredje generation af A8. Dermed voksede modellen 10 centimeter, så den nu er 5,15 meter lang. Basismodellen med 2,8-liters FSI-motor kom i 2010 med forhjulstræk og CVT-gearkasse (Multitronic). Den langsliggende motor tillader en pladsbesparende byggemåde − forakslen blev flyttet 15 cm længere frem. Dette resulterede dermed i en forbedret vægtfordeling.

## Byggetider og -år
- 1994 til 1999: Audi A8 type D2/4D
- 1999 til 2001: Audi A8 type D2/4D, 1. facelift (ændret front, alulister foran og bagpå, højre sidespejl lige så stort som venstre, ændret midterkonsol, ændrede dørhåndtag og hvide sideblinklys)
- 2001 til 2002: Audi A8 type D2/4D, 2. facelift (let ændrede tågeforlygter, alulister på askebægeret, lille rum i midterkonsollen og automatgearkasse med skiftestilling "S" i stedet for 2/3/4)
- 2002 til 2005: Audi A8 type D3/4E
- 2005 til 2007: Audi A8 type D3/4E, 1. facelift (kan udefra kendes på Singleframe-kølergrillen)
- 2007 til 2010: Audi A8 type D3/4E, 2. facelift (let ændret kølergrill, sideblinklys integreret i spejlhusene og ændrede baglygter)
- 2010 til 2017: Audi A8 type D4/4H
- Fra 2017: Audi A8 type D5/4N

## Drivlinie
Hvor forgængeren Audi V8 kun fandtes med firehjulstrækket quattro, kunne køberne af Audi A8 i forbindelse med de mindre benzinmotorer vælge mellem for- eller firehjulstræk. Forhjulstræk er usædvanligt i denne klasse, normalt er luksusbiler baghjulstrukne. Audis firehjulstræk var ved introduktionen en nyhed i luksusklassen.
Frem til byggeår 1996 fandtes 4,2-litersmotoren kun med 4-trins automatgearkasse og firehjulstræk, fra byggeår 1997 5-trins automatgearkasse. De små motorer kunne dog også fås med manuel gearkasse. Til 4,2-litersmotoren kunne der i S8 senere vælges mellem en 6-trins manuel eller en 5-trins automatisk gearkasse. De forhjulstrukne modeller af D3 fandtes med den trinløse automatgearkasse Multitronic, mens de firehjulstrukne modeller fandtes med en 6-trins Tiptronic-automatgearkasse. Fra 2005 findes de momentstærke benzin- og dieselmodeller kun med firehjulstræk.

## Karrosseri
Karrosseriet på Audi A8 består komplet af aluminium. Dermed skulle rustproblemer endegyldigt høre fortiden til, mens aluminium dog under bestemte omstændigheder kan korrodere. Det selvbærende aluminiumskarrosseri bærer navnet Audi Space Frame. Allerede forgængeren for den første Audi A8 havde et fuldt forzinket karrosseri, hvor rustskader forekom yderst sjældent, normalt kun efter ukorrekt reparerede skader efter trafikuheld.
En videre del af udviklingen var og er nedsættelse af vægten og dermed også brændstofforbruget. Dette holdt kun delvist, da bilen skulle være udstyret med alle teknisk mulige udstyrsdetaljer. Dertil hørte blandt andet quattro-firehjulstrækket, som øgede vægten med ca. 100 kg. Trods dette var Audi A8 lettere end BMW 7-serien og Mercedes-Benz S-klassen. Med produktionsstoppet af Audi A2 er A8 igen den eneste serieproducerede bil, hvis karrosseri et bygget komplet i aluminium.
A8 findes kun som 4-dørs sedan. En stationcar er ikke på modelprogrammet.
I september 2001 viste Audi konceptbilen Audi Avantissimo på Frankfurt Motor Show. Det var en stationcarudgave af Audi A8 D2. Selvom reaktionerne fra publikum var overvejende positive, kom bilen ikke i serieproduktion.
Listen over ekstraudstyr til den nuværende A8 indeholder nu punkter som f.eks. afstandsreguleringssystemet Adaptive Cruise Control (ACC) og dynamisk kurvelys. Luftaffjedringen benævnt "Adaptive Air Suspension" hører til standardudstyret. A8 er en af de første biler, som fra fabrikken kunne leveres med en mobiltelefon med Bluetooth og SIM Access Profile (fra produktionsuge 34/2006).

## Audi A8 i offentlighed og medier
I slutningen af 1990'erne satte Audi stærkt ind på optræden i medier. Så i filmen Ronin fra 1998 optrådte Audi S8 som flugtbil. Også i filmene The Matrix Reloaded, Transporter 2 og Transporter 3 var der også indsat en Audi A8. Audi stillede også biler til rådighed for tiltrædelsestraktaten 2003 i Athen, hvor alle regeringschefer og udenrigsministre blev kørt i Audi A8.
Gerhard Schröder indsatte for første gang en Audi A8 som ministerbil, og også Angela Merkel kører A8. Indtil da kom ministerbiler til højere ministre typisk fra Mercedes-Benz eller sjældnere fra BMW.

## Audi A8 (type D2/4D)

### Tekniske specifikationer

#### Benzinmotorer
| Model           | Slagvolume cm³ | Max. effekt kW (hk) / omdr. | Max. drejningsmoment Nm / omdr. | 0-100 km/t sek. | Topfart km/t | Byggeår                       |
| --------------- | -------------- | --------------------------- | ------------------------------- | --------------- | ------------ | ----------------------------- |
| V6-motorer      |                |                             |                                 |                 |              |                               |
| 2.8 (12V)       | 2771           | 128 (174) / 5500            | 250 / 3000                      | 10,2            | 225          | 1994 − 1996                   |
| 2.8 (30V)       | 2771           | 142 (193) / 6000            | 280 / 3200                      | 9,9             | 233          | 1996 − 2002                   |
| V8-motorer      |                |                             |                                 |                 |              |                               |
| 3.7             | 3697           | 169 (230) / 5500            | 315 / 2700                      | 8,7             | 247          | 1995 − 1998                   |
| 3.7             | 3697           | 191 (260) / 6000            | 350 / 3250                      | 8,1             | 250          | 1998 − 2002                   |
| 4.2 quattro     | 4172           | 220 (300) / 6000            | 400 / 3300                      | 7,1             | 250          | 1994 − 1998                   |
| 4.2 quattro     | 4172           | 228 (310) / 6200            | 410 / 3000 − 4000               | 6,9             | 250          | 1998 − 2002                   |
| S8              | 4172           | 250 (340) / 6600            | 410 / 3500                      | 5,5             | 250          | 1996 − 1999                   |
| S8              | 4172           | 265 (360) / 7000            | 430 / 3400                      | 5,4             | 250          | 1999 − 2002                   |
| W12-motor       |                |                             |                                 |                 |              |                               |
| 6.0 W12 quattro | 5998           | 309 (420) / 6000            | 550 / 3500 − 4750               | 5,6             | 250          | 2001 − 2002 (750 eksemplarer) |

- A8 bagfra
- Audi S8 '96−'99
- Audi A8 6.0 W12 quattro
'01−'02

#### Dieselmotorer
| Model           | Slagvolume cm³ | Max. effekt kW (hk) / omdr. | Max. drejningsmoment Nm / omdr. | 0-100 km/t sek. | Topfart km/t | Byggeår     |
| --------------- | -------------- | --------------------------- | ------------------------------- | --------------- | ------------ | ----------- |
| V6-motorer      |                |                             |                                 |                 |              |             |
| 2.5 TDI         | 2496           | 110 (150) / 4000            | 310 / 1500 − 3200               | 10,9            | 214          | 1997 − 2000 |
| 2.5 TDI         | 2496           | 132 (180) / 4000            | 370 / 1500 − 2500               | 9,3             | 225          | 1999 − 2002 |
| V8-motor        |                |                             |                                 |                 |              |             |
| 3.3 TDI quattro | 3328           | 165 (225) / 4000            | 480 / 1800 − 3000               | 8,2             | 242          | 1999 − 2002 |

## Audi A8 (type D3/4E)

### Motorer
Da Audi A8 D3 kom på markedet i oktober 2002, kunne der vælges mellem 3 forskellige motorer, i første omgang kun med 8 cylindre. Der fandtes en 3,7-litersmotor med 206 kW (280 hk), som i forhold til forgængeren havde 15 kW (20 hk) mere og en 4,2-litersmotor med 246 kW (335 hk), som kun fandtes med firehjulstræk.
Som dieselmotor fandtes en 8-cylindret 4-litersmotor og quattro-firehjulstræk, som ydede 202 kW (275 hk) og havde et maksimalt drejningsmoment på 650 Nm og gik fra 0 til 100 km/t på 6,7 sekunder.
I 2003 kom en "indstigningsmodel" med 6-cylindret 3-litersmotor med 162 kW (220 hk) og forhjulstræk. I 2004 fulgte den 12-cylindrede W12 med 6 liters slagvolume og 331 kW (450 hk).
Som dieselindstigningsmodel kom i 2004 en 6-cylindret 3-litersmotor med commonrail-indsprøjtning og 171 kW (233 hk), som − ligesom de fleste motorer i A8-serien − kun fandtes med quattro-firehjulstræk. I 2005 blev dieselmotoren på 4,0 liter afløst af en modificeret 4,2-liters version med 240 kW (326 hk) og 650 Nm.
Med faceliftet i september 2005 blev den 3,0-liters V6-motor og 3,7-liters V8-motor taget af programmet og afløst af en 3,2-liters V6-motor med direkte benzinindsprøjtning og 191 kW (260 hk). På dette tidspunkt blev også den 4,2-liters V8-motor med multipoint-indsprøjtning og 246 kW (335 hk) afløst af en 4,2-liters V8-motor med direkte benzinindsprøjtning og 257 kW (350 hk). Senere fulgte med den 2,8-liters V6-motor en ny indstigningsmotor, som ydede 154 kW (210 hk) og gennemsnitligt brugte 8,3 liter benzin pr. 100 km.
Den sportslige variant af A8, S8, blev introduceret i 2006 med en 10-cylindret 5,2-litersmotor med 331 kW (450 hk). Den var et sportsligere og billigere alternativ til den lige så stærke W12.
I september 2007 fulgte endnu et mindre facelift, som medførte nye baglygter, ændrede tågeforlygter og en ny indstigningsbenzinmotor på 2,8 liter (2,8 FSIe).

#### Benzinmotorer
| Model       | Slagvolume cm³ | Max. effekt kW (hk) / omdr. | Max. drejningsmoment Nm / omdr. | 0-100 km/t sek. | Topfart km/t | Byggeår     |
| ----------- | -------------- | --------------------------- | ------------------------------- | --------------- | ------------ | ----------- |
| V6-motorer  |                |                             |                                 |                 |              |             |
| 2.8 FSI(e)  | 2773           | 154 (210) / 5500 − 6800     | 280 / 3000 − 5000               | 8,0             | 238          | 2007 − 2010 |
| 3.0         | 2976           | 162 (220) / 6300            | 300 / 3200                      | 7,9             | 242          | 2003 − 2005 |
| 3.2 FSI     | 3123           | 191 (260) / 6500            | 330 / 3250                      | 7,7             | 250          | 2005 − 2010 |
| V8-motorer  |                |                             |                                 |                 |              |             |
| 3.7         | 3697           | 206 (280) / 6000            | 360 / 3750                      | 7,3             | 250          | 2002 − 2006 |
| 4.2         | 4172           | 246 (335) / 6500            | 430 / 3500                      | 6,3             | 250          | 2002 − 2006 |
| 4.2 FSI     | 4163           | 257 (350) / 6800            | 440 / 3500                      | 6,1             | 250          | 2006 − 2010 |
| V10-motorer |                |                             |                                 |                 |              |             |
| S8          | 5204           | 331 (450) / 7000            | 540 / 3500                      | 5,1             | 250          | 2006 − 2010 |
| W12-motorer |                |                             |                                 |                 |              |             |
| 6.0 W12     | 5998           | 331 (450) / 6200            | 580 / 4000 − 4700               | 5,1             | 250          | 2004 − 2010 |

#### Dieselmotorer
| Model      | Slagvolume cm³ | Max. effekt kW (hk) / omdr. | Max. drejningsmoment Nm / omdr. | 0-100 km/t sek. | Topfart km/t | Byggeår     |
| ---------- | -------------- | --------------------------- | ------------------------------- | --------------- | ------------ | ----------- |
| V6-motorer |                |                             |                                 |                 |              |             |
| 3.0 TDI    | 2967           | 171 (233) / 4000            | 450 / 1400 − 3250               | 7,8             | 243          | 2004 − 2010 |
| V8-motorer |                |                             |                                 |                 |              |             |
| 4.0 TDI    | 3936           | 202 (275) / 3750            | 650 / 1800 − 2500               | 6,7             | 250          | 2003 − 2005 |
| 4.2 TDI    | 4134           | 240 (326) / 3750            | 650 / 1600 − 3500               | 5,9             | 250          | 2005 − 2010 |

- Audi A8 W12 som ministerbil for Angela Merkel
- Audi S8 (2006–2007)
- Audi S8 (2007–2010)

## Audi A8 (type D4/4H)
Den tredje generation af A8 blev introduceret 1. december 2009 i Miami.  Tre måneder efter introduktionen kom modellen på markedet i hjemlandet, Tyskland.

### Karrosseri
Aluminiumskarrosseriet til D4/4H er otte centimeter længere end forgængerens. Versionen med kort akselafstand er ca. 5,14 meter lang, mens versionen med lang akselafstand er ca. 5,27 meter lang. I modsætning til sine konkurrenter er A8 på trods af vægtstigningen i forhold til forgængeren med en vægt på 1.905 til 2.120 kg en af de letteste bilmodeller i sin klasse, kun Jaguar XJ er lettere.

### Teknisk udstyr
Til A8 tilbyder Audi en pakke med forskellige tekniske løsninger. Dette skal øge førerens komfort i bilen, sikre et tilstrækkeligt sikkerhedsniveau og nedsætte brændstofforbruget. Til disse løsninger hører:
- Sammenknytning af alle elektronisk styrede systemer gennem FlexRay: Eksempelvis samler afstandsreguleringssystemet og de adaptive forlygter informationer fra navigationssystemet og kameraet under bakspejlet. Derved kan motorvejslyset allerede ved tilkørslen og kurvelyset før indkørsel i kurven tilkobles. Lyset tilpasses også det pågældende land: Ved ankomst til lande med venstrekørsel aktiveres den tilsvarende lygtegruppe automatisk, selv når navigationssystemet er slukket.[5]
- A8 findes med mobil bredbåndsinternetadgang med UMTS 3G-teknologi[6], ligesom 3D-navigation med Google Earth-understøttelse.
- Adaptiv fjernlysassistent: Et kamera genkender om natten mod- eller forankørende køretøjer og regulerer fjernlyset og lyslængden tilsvarende.[7].
- Advarselssystem for vognbaneskift (Audi lane assist)
- Nattesynsassistent med fodgængergenkendelse
- Hastighedsbegrænser
- Afstandsreguleringssystem (adaptive cruise control) med Stop & Go-funktion (0−250 km/t) inklusive automatisk nødbremsning (Audi pre sense): Udnytter flere radarsensorer, et videokamera (for første gang hos en tysk bilfabrikant[8]) og parkeringshjælpens sensorer. I flydende kørsel eller i køer regulerer den bremserne og hastigheden. I forbindelse med radarsensorerne til advarselssystemet for vognbaneskift
- Parkeringshjælp
- Ottetrins Tiptronic med Shift-by-wire teknologi
- Dynamisk styring
- Karrosseri af aluminium kaldet Audi Space Frame, reducerer vægt og brændstofforbrug
- Gennem quattro-systemet med sportsdifferentiale som fås som ekstraudstyr, kan de enkelte baghjul have hvert sit drivmoment. Ved forcering af en kurve gives kraften til det yderste baghjul, hvorved bilen følger forhjulenes vinkel.
- Det standardmonterede system Audi drive select, som tillader visse køredynamiksystemer at have elektronisk indflydelse på kørslen.
- Energisparende LED-forlygter, som fås som ekstraudstyr og indeholder nærlys, fjernlys, dagkørelys og blinklys. Fra 110 km/t træder motorvejsfunktionen i kraft, hvorved lysets rækkevidde øges.

### Motorer
Til at starte med findes A8 med to forskellige motorvarianter: En benzin- og en dieselmotor, begge V8-motorer på 4,2 liter. Da konkurrencen i luksusklassen sigter efter mere sparsommelige V6-motorer med biturbo, er V8-dieselmotoren den sidste af sin art i denne klasse. Senere følger en 3,0-liters V6-motor med kompressorladning.
Siden slutningen af 2010 findes også en V6-diesel og W12-benzinmotor og en lang udgave.
Fra august 2011 findes også en indstigningsversion med forhjulstræk og en modificeret 3,0-liters TDI-motor med 150 kW (204 hk). Også sportsmodellen S8 er allerede præsenteret. Modellen har ligesom begge de nye sportsmodeller S6 og S7 en 4,0-liters V8-motor med biturboladning, som i S8 yder 520 hk og 650 Nm, i stedet for 420 hk og 550 Nm i S6 og S7. Dermed kan bilen accelerere fra 0 til 100 km/t på 4,2 sekunder.

#### Benzinmotorer
| Model           | Slagvolume cm³ | Max. effekt kW (hk) / omdr. | Max. drejningsmoment Nm / omdr. | 0-100 km/t sek. | Topfart km/t | Byggeår |
| --------------- | -------------- | --------------------------- | ------------------------------- | --------------- | ------------ | ------- |
| R4-motorer      |                |                             |                                 |                 |              |         |
| 2.0 TFSI hybrid | 1984           | 180 (245)                   | 480                             | 7,7             | 235          | 2012 −  |
| V6-motorer      |                |                             |                                 |                 |              |         |
| 3.0 TFSI        | 2995           | 213 (290) / 4850 − 6500     | 420 / 2500 − 4850               | 6,1             | 250          | 2010 −  |
| V8-motorer      |                |                             |                                 |                 |              |         |
| 4.2 FSI         | 4163           | 273 (372) / 6800            | 445 / 3500                      | 5,7             | 250          | 2010 −  |
| S8              | 3993           | 382 (520) / 6000            | 650 / 1700 − 5500               | 4,2             | 250          | 2012 −  |
| W12-motorer     |                |                             |                                 |                 |              |         |
| 6.3 FSI         | 6299           | 368 (500) / 6200            | 625 / 4750                      | 4,7             | 250          | 2011 −  |

#### Dieselmotorer
| Model      | Slagvolume cm³ | Max. effekt kW (hk) / omdr. | Max. drejningsmoment Nm / omdr. | 0-100 km/t sek. | Topfart km/t | Byggeår |
| ---------- | -------------- | --------------------------- | ------------------------------- | --------------- | ------------ | ------- |
| V6-motorer |                |                             |                                 |                 |              |         |
| 3.0 TDI    | 2967           | 150 (204) / 3750 − 4500     | 400 / 1250 − 3500               | 7,9             | 239          | 2011 −  |
| 3.0 TDI    | 2967           | 184 (250) / 4000 − 4500     | 550 / 1500 − 3000               | 6,1             | 250          | 2010 −  |
| V8-motorer |                |                             |                                 |                 |              |         |
| 4.2 TDI    | 4134           | 258 (350) / 4000            | 800 / 1750 − 2750               | 5,5             | 250          | 2010 −  |

### Gearkasse
Kraftoverførslen foregår gennem den ottetrins Tiptronic-gearkasse. Gearene vælges ved at tippe gearvælgeren fremad, hvorefter den selv går tilbage til sin udgangsstilling.
Ved parkering af bilen aktiveres parkeringsspærren automatisk.